# Fisher's Grant 24
Fisher's Grant 24 är ett reservat i Kanada.   Det ligger i provinsen Nova Scotia, i den östra delen av landet, 1 000 km öster om huvudstaden Ottawa.
I omgivningarna runt Fisher's Grant 24 växer i huvudsak blandskog. Runt Fisher's Grant 24 är det glesbefolkat, med 16 invånare per kvadratkilometer.